# Azorín
José Augusto Trinidad Martínez Ruiz, bolj znan po svojem psevdonimu Azorín, španski pisatelj, esejist, dramatik in literarni kritik, * 8. junij 1873, Monòver, Alicante, † 2. marec 1967, Madrid.

## Življenjepis
Ruiz je svoje otroštvo preživel v Yecli. Študiral je pravo v Valencii, Granadi in Salamanci, ampak je imel raje literaturo in časopisno delo. Leta 1896 je odšel v Madrid in napisal več republiških, antiklerikalnih časopisov. Kmalu je postal znan kot glasen republikanec z anarhističnimi simpatijami, kar je simbolično izražal z vztrajno uporabo rdečega dežnika. Občudoval je dela Nietzscheja, tako kot njegova književna kolega Barojo in de Maeztuja.
Leta 1900 je objavil svoje prvo pomembno delo, Kastiljska duša (1600-1800), v katerem razkrije bistvo Španije. Nato sledijo trije romani: Volja (1902), Antonio Azorín (1903), in Izpovedi malega filozofa (1904). Njihov protagonist je Antonio Azorín, čigar ime je Ruiz nato prevzel za svoj psevdonim, zaradi lastnega poistovetenja z izmišljeno osebo. Ti romani, ki nimajo zgodbe ali kakršnegakoli pomembnega dogajanja, prikazujejo tri ločene faze tesnobe in spominov preobčutljivega intelektualca, obkroženega z dekadenco sodobne Španije.
Ruizov lirični, fragmentarni slog je bil veliko bolj primeren za kratke zgodbe kot za daljše oblike romanov. Knjige, kot so Narodi (1905), Pot dona Kihota (1905) in Kastilija (1912) pokažejo njegovo umetnost v svoji najčistejši obliki. Kljub s stalnim soočenjem s preteklostjo, je Ruiz prebudil poetično lepoto in notranje življenje znanih prizorov in stvari. V delih pa je tudi razkril ponavljanje preteklosti v sedanjem življenju. Paradoks časa, predstavljen kot večno ponavljanje je postal eden od njegovih glavnih skrbi.
Pisal pa je tudi literarne kritike. V Španska branja (1912), Klasično in moderno (1913) in Almárgen klasičnih (1915) prikazuje izvirna stališča do klasike in mnogih pozabljenih avtorjev. Bil je predstavnik Generacije 1898, kakor je predstavil skupino književnikov v slavnem eseju.
Postopoma je Ruiz postajal politično bolj konzervativen. Bil je izvoljen za poslanca v parlamentu in služil kot podsekretar izobraževanja. Leta 1924 je bil sprejet v špansko akademijo, a se je članstvu odpovedal, ko je bil Gabrielu Miru Ferreru zavrnjen vstop. V času 1920-1930 je Ruiz napisal še tri romane in nekaj neuspešnih iger, med njimi Stara Španija (1926) in Brandyja, veliko brandyja (1927). Med državljansko vojno je živel v Parizu in se vrnil v Madrid leta 1940. Njegova poznejša dela pa niso požela takšnega uspeha kot prejšnja.